# ترخيم (فن)
الترخيم و هو إعداد وتشطيب أي سطح لتقليد مظهر الرخام المصقول. وعادة ما تستخدم في المباني حيث تكلفة أو وزن الرخام الحقيقي تكون باهظة.

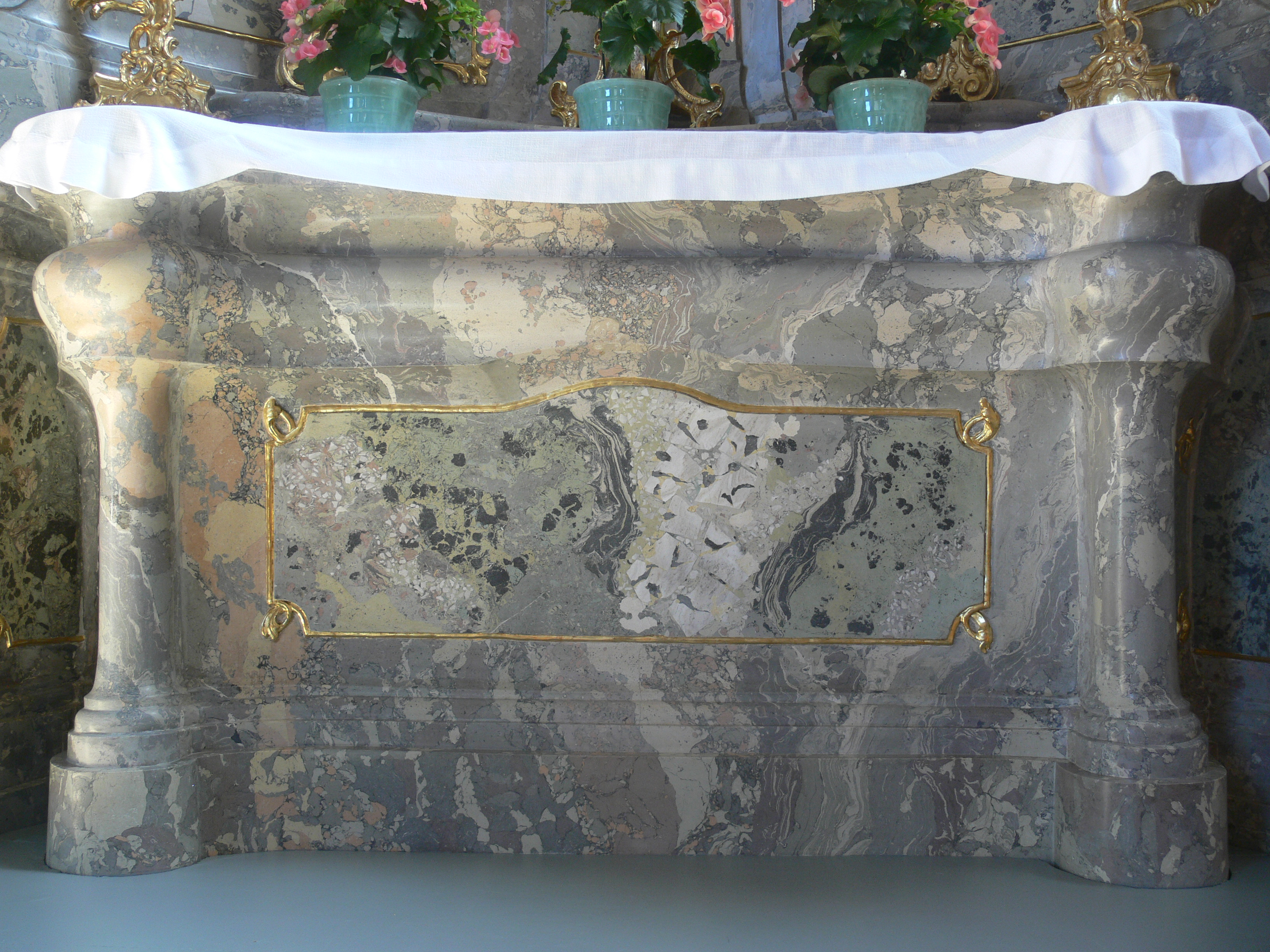
مثال لقطعة خشب مرخمة.